# Sonic Highways
A Sonic Highways a Foo Fighters 2014-ben megjelent nyolcadik stúdióalbuma. Az album megjelenési dátumát, címét és a dallistát 2014. augusztus 11-én jelentették be. Az albumot 2014. november 10-én adták ki. A lemezen szereplő 8 dalt a következő nyolc helyszínen rögzítették, egy-egy nagy múltú stúdióban, a Wasting Light albumukhoz hasonlóan kizárólag analóg eszközök segítségével: Austin, Chicago, Los Angeles, Nashville, New Orleans, New York, Seattle és Washington DC. Az album producere Butch Vig, aki a zenekar előző stúdióalbumán, a Wasting Lighton is dolgozott.
Az album nyitódala, a Something from Nothing 2014. október 16-án jelent meg, egy nappal a Foo Fighters: Sonic Highways televíziós sorozat első epizódjának megjelenése előtt.

## Történet
Annak ellenére, hogy a Wasting Light utáni turnézás után a zenekar szünetet tartott, Dave Grohl 2013 januárjában azt mondta, hogy a zenekar elkezdte a következő stúdióalbumon szereplő anyagok megírását. 2013. február 20-án, a Brit Awards-on Grohl azt mondta, hogy már a következő napon visszautazik Amerikába, hogy elkezdhesse a következő album munkálatait. Az XFM-nek Grohl elmondta, hogy a következő albumot 2014-ben szeretnék kiadni.
2013. szeptember 6-án Shiflett egy képet tett közzé az Instagram-on, amin az látszik, hogy 13 számot készülnek felvenni az új albumra. Butch Vig, aki a zenekar Wasting Light albumán is dolgozott, Twitter 2013 augusztusban megerősítette, hogy ő lesz az album producere. 2014. július 30-án, Butch Vig közzé tette, hogy a Foo Fighters befejezte a felvételeket és az új album mixelését, valamint azt, hogy az album egy hónappal a televíziós sorozat első epizódja után fog megjelenni. Egy 2014 augusztusi újságcikkben Grohl az albumról beszélt: "Ez az album rögtön felismerhető, hogy egy Foo Fighters-album, de valami mélyebb és nagyobb a zenei mondanivalója. Azt gondolom, hogy ezek a városok és emberek hatással voltak ránk, hogy kiszélesedjünk és új területeket fedezzünk fel anélkül, hogy elvesztenénk a 'hangzásunkat'."

## Az album dalai
| 1.    | Something from Nothing (vendég: Rick Nielsen)                      | Electrical Audio (Chicago, Illinois)           | 4:49 |
| 2.    | The Feast and the Famine (vendégek: Peter Stahl, Skeeter Thompson) | Inner Ear Studios (Arlington, Virginia)        | 3:50 |
| 3.    | Congregation (vendég: Zac Brown)                                   | Southern Ground Studios (Nashville, Tennessee) | 5:12 |
| 4.    | What Did I Do? / God As My Witness (vendég: Gary Clark Jr.)        | Studio 6A (Austin, Texas)                      | 5:44 |
| 5.    | Outside (vendég: Joe Walsh)                                        | Rancho de la Luna (Joshua Tree, Kalifornia)    | 5:15 |
| 6.    | In the Clear (vendég: Preservation Hall Jazz Band)                 | Preservation Hall (New Orleans, Louisiana)     | 4:04 |
| 7.    | Subterranean (vendég: Ben Gibbard)                                 | Robert Lang Studios (Seattle, Washington)      | 6:08 |
| 8.    | I Am a River (vendégek: Tony Visconti, Kristeen Young)             | The Magic Shop (New York, New York)            | 7:09 |
| 42:03 |                                                                    |                                                |      |

## Közreműködők

### Foo Fighters
- Dave Grohl – ének, háttérvokál a Something From Nothing és a The Feast and the Famine c. számban, háttérvokál az In the Clear c. számban, ritmusgitár, akusztikus gitár, cintányér és EBow a Subterranean c. számban, első szóló a What Did I Do? / God As My Witness c. számban
- Chris Shiflett – szólógitár, csúsztatott gitár a Something From Nothing c. számban, gitár a Congregation c. számban
- Pat Smear – ritmusgitár
- Nate Mendel – basszusgitár
- Taylor Hawkins – dobok, háttérvokál a The Feast and the Famine és az In the Clear c. számban

### Egyéb zenészek
- Rami Jaffee – billentyűk (orgona, zongora, mellotron, wurlitzer elektromos zongora) a What Did I Do? / God As My Witness és a Subterranean c. számban
- Rick Nielsen – bariton gitár a Something from Nothing c. számban
- Pete Stahl és Skeeter Thompson – háttérvokál a The Feast and the Famine c. számban
- Zac Brown – gitár és háttérvokál a Congregation c. számban
- Drew Hester – perkusszió a Congregation c. számban, tambura a What Did I Do? / God As My Witness és az I Am a River c. számban
- Gary Clark Jr. – gitár a What Did I Do? / God As My Witness c. számban
- Joe Walsh – gitár az Outside c. számban
- Chris Goss – háttérvokál az Outside c. számban
- Preservation Hall Jazz Band – klarinét, altszaxofon, zongora, harsona, trombita, tuba az In the Clear c. számban
- Ben Gibbard – háttérvokál a Subterranean c. számban
- Barrett Jones – EBow a Subterranean c. számban
- Kristeen Young – háttérvokál az I Am a River c. számban
- Tony Visconti – karmester az I Am a River c. számban
- Los Angeles Youth Orchestra – vonósok

## Helyezések
| Lista (2014)                                 | Helyezés |
| -------------------------------------------- | -------- |
| Ausztrália (ARIA Top 50 Albums)              | 1        |
| Ausztria (Ö3 Austria Top 40)                 | 3        |
| Belgium (Ultratop Flandria)                  | 1        |
| Belgium (Ultratop Vallónia)                  | 4        |
| Dánia (Hitlisten Album Top 40)               | 4        |
| Egyesült Királyság (UK Albums Chart)         | 2        |
| Finnország (Suomen virallinen lista)         | 5        |
| Franciaország (SNEP Album Top 100)           | 18       |
| Görögország (IFPI)                           | 39       |
| Hollandia (Dutch Charts Album Top 100)       | 2        |
| Írország (IRMA)                              | 5        |
| Japán (Oricon)                               | 12       |
| Kanada (Billboard Canadian Albums Chart)     | 3        |
| Lengyelország (ZPAV Album Top 50)            | 10       |
| Magyarország (MAHASZ Top 40 albumlista)      | 35       |
| Németország (Media Control Top 100 Album)    | 2        |
| Norvégia (VG-lista Album Top 40)             | 3        |
| Olaszország (FIMI Album Top 20)              | 7        |
| Portugália (AFP Top 30 Albums)               | 8        |
| Spanyolország (PROMUSICAE Top 100 Álbumes)   | 9        |
| Svájc (Schweizer Hitparade Top 100 Albums)   | 2        |
| Svédország (Sverigetopplistan Top 60 Albums) | 5        |
| Új-Zéland (Recorded Music NZ Top 40 Albums)  | 2        |
| USA Billboard 200                            | 2        |
| USA Top Alternative Albums (Billboard)       | 1        |
| USA Top Hard Rock Albums (Billboard)         | 1        |
| USA Top Rock Albums (Billboard)              | 1        |

| Lista (2014)                     | Helyezés |
| -------------------------------- | -------- |
| Ausztrália                       | 16       |
| Belgium (Flandria)               | 20       |
| Egyesült Királyság               | 26       |
| Olaszország                      | 72       |
| USA Billboard 200                | 99       |
| USA Billboard Alternative Albums | 13       |
| USA Billboard Hard Rock Albums   | 5        |
| USA Billboard Rock Albums        | 20       |
| Új-Zéland                        | 18       |

| Ország             | Eladási minősítés | Eladás   |
| ------------------ | ----------------- | -------- |
| Ausztrália         | platina           | 70 000+  |
| Egyesült Királyság | arany             | 100 000+ |
| Kanada             | platina           | 80 000+  |
| Új-Zéland          | platina           | 15 000+  |

## Külső hivatkozások
- A Foo Fighters hivatalos oldala

## Fordítás
- Ez a szócikk részben vagy egészben a Sonic Highways (album) című angol Wikipédia-szócikk ezen változatának fordításán alapul.  Az eredeti cikk szerkesztőit annak laptörténete sorolja fel. Ez a jelzés csupán a megfogalmazás eredetét és a szerzői jogokat jelzi, nem szolgál a cikkben szereplő információk forrásmegjelöléseként.